# Хитрово, Иван Богданович
Иван Богданович Хитрово (ок. 1620—1682) — русский государственный деятель, стряпчий (1638), стольник (1646), думный дворянин (1666), окольничий (1673) и боярин (1676).

## Биография
В 1638 году Иван Богданович Хитрово был пожалован из жильцов в стряпчие, получив поместный оклад в 500 четвертей и 18 рублей деньгами. В 1646 году был назначен царским стольником. В 1653 году И. Б. Хитрово был отправлен на воеводство в Алатырь. В 1663-1669 годах — товарищ (заместитель) своего родственника Богдана Матвеевича Хитрово в приказе Большого дворца. В 1666 году Иван Богданович Хитрово был пожалован в думные дворяне, присутствовал в Дворцовом судном приказе и в приказе Ляфляндских дел. В октябре того же 1666 года по царскому распоряжению думный дворянин И. Б. Хитрово и архимандрит Владимирского Рождественского монастыря Филарет ездили в подмосковное селдо Рогожу, где встречали патриархов Макария Антиохийского и Паисия Александрийского.
В 1668 году думный дворянин Иван Богданович Хитрово вместе с князем Фёдором Фёдоровичем Куракиным был назначен дядькой к семилетнему царевичу Фёдору, сыну царя Алексея Михайловича. В 1673 году был пожалован в окольничие. В сентябре 1674 года И. Б. Хитрово присутствовал на торжественном обряде совершеннолетия царевича Фёдора Алексеевича в Успенском соборе. Сопровождал царя и царевича во время их поездок на богомолье в села Преображенское и Коломенское.
В 1676 году после смерти царя Алексея Михайловича и вступления на царский престол Фёдора Алексеевича Иван Богданович Хитрово получил боярство. 18 июля того же 1676 года присутствовал на обряде венчания на царство Фёдора Алексеевича. Новый царь пожаловал И. Б. Хитрово в вотчину в Костромском уезде села Минское, Сунгурово и Здемерево с деревнями, пустошами и рыбными ловлями. Был одним из противником боярина Артамона Сергеевича Матвеева, главы партии Нарышкиных при царском дворе. В январе 1682 года боярин Иван Богданович Хитрово подписал соборное постановление об отмене местничества.
Был женат на Акулине Афанасьевне Собакиной. Дочь, Василиса Ивановна (ум. 1695), вышла замуж за князя А. И. Голицына.